# Hemigrammus cupreus
Hemigrammus cupreus är en fiskart som beskrevs av Durbin, 1918. Hemigrammus cupreus ingår i släktet Hemigrammus och familjen Characidae. Inga underarter finns listade i Catalogue of Life.